# Moruga heatherae
Moruga heatherae là một loài nhện trong họ Barychelidae. Loài này phân bố ờ Queensland.